# New Faces - New Sounds: Introducing the Horace Silver Trio
New Faces - New Sounds: Introducing the Horace Silver Trio è il primo album discografico come leader, del pianista jazz statunitense Horace Silver, pubblicato dalla casa discografica Blue Note Records nel marzo del 1953.

## Il disco
Sulle note di retrocopertina dell'album originale, l'autore, Leonard Feather (editore associato di Down Beat), esalta il doppio talento di Horace Silver, sia come compositore che come esecutore, pienamente rappresentati per la prima volta in quest'album. 
Sei degli otto brani portano la firma del pianista, che spazia dal fascino misterioso di Safari, all'intrigante dissonanza di Ecaroh ed al pungente Quicksilver fino all'apice di Horoscope. Forse il brano più affascinante risulta Yeah in cui le due fasi principali, la prima ascendente e la seconda discendente sono la felice combinazione di una originalità melodica, armonica e ritmica.
Il disco è giustamente attribuito al Horace Silver Trio, anche se la maggior parte musicale sono essenzialmente assoli di pianoforte, comunque la parte ritmica dei due compagni gioca naturalmente un ruolo molto importante.
Art Blakey, percussionista in tutti gli otto brani, raggiunge il culmine della sua efficacia ed abilità nel brano di Rodgers e Hart, Thou Swell, mentre il lavoro al contrabbasso, nel disco è diviso tra Gene Ramey e Curley Russell, quest'ultimo in particolare spicca nell'affascinante brano di Duke Ellington Prelude to a Kiss.
Il pianoforte jazz oggi non è solo ispirazione e sentimento, bensì la facilità con cui le dita di un pianista interpretano le idee comunicate da una mente sensibile e originale.

## Tracce

### LP
Brani composti da Horace Silver, eccetto dove indicato
Lato A
1. Safari – 2:50 – Registrato il 9 ottobre 1952
2. Ecaroh – 3:12 – Registrato il 20 ottobre 1952
3. Prelude to a Kiss – 2:50 (Duke Ellington) – Registrato il 20 ottobre 1952
4. Thou Swell – 2:54 (Lorenz Hart, Richard Rodgers) – Registrato il 9 ottobre 1952

Lato B
Brani composti da Horace Silver, eccetto dove indicato
1. Quicksilver – 3:02 – Registrato il 20 ottobre 1952
2. Horoscope – 3:49 – Registrato il 9 ottobre 1952
3. Yeah – 2:49 – Registrato il 20 ottobre 1952
4. Knowledge Box – 2:48 – Registrato il 20 ottobre 1952

## Musicisti
Safari / Thou Swell / Horoscope
- Horace Silver - pianoforte
- Gene Ramey - contrabbasso
- Art Blakey - batteria

Ecaroh / Prelude to a Kiss / Quicksilver / Yeah / Knowledge Box
- Horace Silver - pianoforte
- Curley Russell - contrabbasso
- Art Blakey - batteria[4]